# Östtysklands damlandslag i handboll

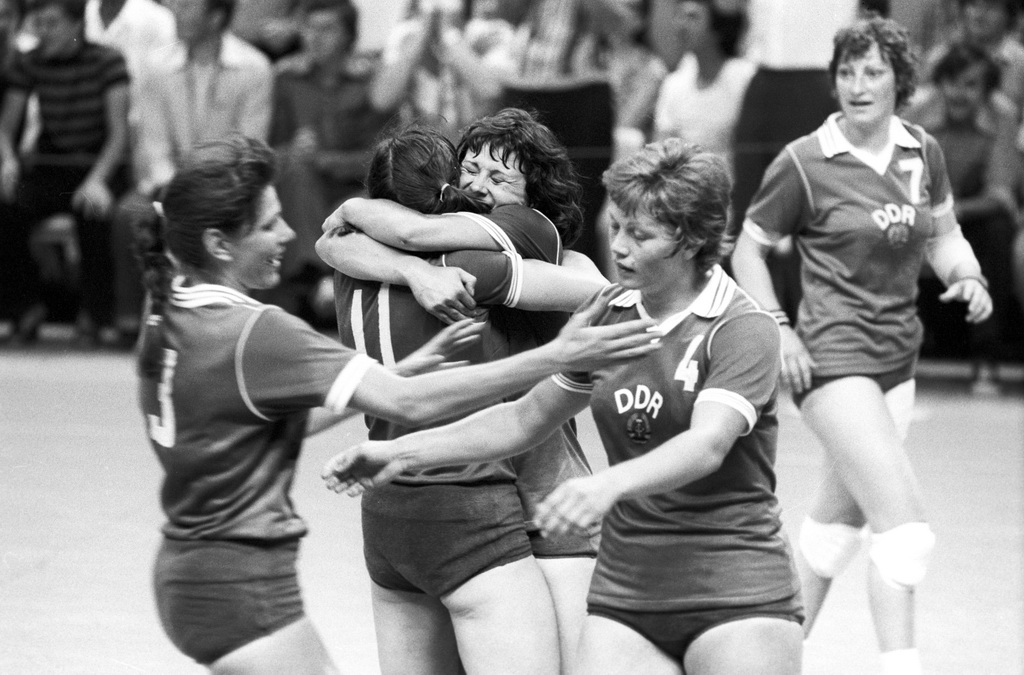
Östtyska spelare efter segern i öppningsmatchen mot Tjeckoslovakien vid OS 1980 i Moskva.

Östtysklands damlandslag i handboll representerade Östtyskland på damsidan i handboll. Under 1970-talet tillhörde laget den yppersta världseliten i damhandboll. De vann bland annat VM-guld vid tre tillfällen, 1971, 1975 och 1978. De vann OS-silver 1976 i Montreal och brons i Moskva 1980. Sista året laget fanns, 1990, vann man brons i VM.

## Historik
Laget representerade Tyska demokratiska republiken i internationella handbollsmatcher och turneringar från 1951 och framåt. Den organiserades av det östtyska handbollsförbundet, DHV.
Östtyskland var inte kvalificerade till VM 1957, 1962 eller 1965. Östtyskland bildades som stat 1949 och hade inget ordnat seriesystem för handboll förrän hösten 1964. Då skapades Oberliga med fem eller sex elitklubbar finansierade av östtyska staten. Till klubbarna handplockades talanger över hela landet och tränades professionellt som heltidsproffs inom handbollen. Detta arbetssätt gav snabbt ett resultat att Östtyskland dominerade handbollen i världen på damsidan under 1970-talet och tillhörde eliten till landet upphörde 1990. Sättet att arbeta kopierades av Sovjetunionen med sina akademier och Nederländerna skaffade sig senare också en akademi för sina talanger med gott resultat.
Laget blev världsmästare tre gånger och slutade trea i sitt sista mästerskap. De vann också silvermedalj vid OS 1976 och bronsmedalj vid OS 1980, vilket gjorde dem till ett av de starkaste damhandbollslagen i världen. Vid fyra tillfällen förblev laget obesegrat i tjugo eller fler landskamper i rad.
Mellan 1956 och 1990 spelade det östtyska damlaget 641 internationella inomhus- eller på små planer 20x40 meter utomhus, varav de vann 470 och spelade 56 oavgjorda med bara 115 förluster. Laget spelade sina sista fjorton matcher efter den tyska återföreningen. Vid VM i november/december 1990 deltog de som det andra tyska laget vid sidan av DHB:s lag. Där spelade Östtyskland sin sista match, med det andra tyska laget som motståndare. DHV-laget vann den här bronsmatchen med 25-19. Det var den elfte segern för Östtyskland i de tolv inbördes tyska möten som ägt rum. I kvalet till VM 1962 lyckades Västtyskland för enda gången besegra Östtyskland.
Spelaren med flest landskamper är Petra Uhlig med 282 matcher före Evelyn Matz  med 270 och Katrin Mietzner med 260. Spelare som gjort flest mål är Katrin Mietzner med 1095 mål, före Kristina Richter 880 och Evelyn Matz med 845. Petra Uhlig gjorde flest mål från sju meter 276.
I handboll utomhus med stor plan spelade laget totalt 31 landskamper mellan 1951 och 1964 och vann 23 av dessa. 2 matcher slutade oavgjort, och 6 förlorades. Mesta landslagskvinna och målskytt utomhus blev    Inge Schanding med 21 matcher och 43 mål noterade.
Endast en spelare hade spelat över 150 landskamper och ändå inte deltagit i något VM eller OS där laget tagit medalj , Marion Schultz som spelade i VM 1982 och 1986 men inte OS 1980 eller VM 1990. Se landslags-statistiken nedan,

## DDR i Olympiska spelen

### Laget vid OS 1976 i Montreal
Gabriele Badorek, Hannelore Burosch, Roswitha Krause, Waltraud Kretzschmar, Evelyn Matz, Liane Michaelis. Eva Paskuy, Kristina Richter, Christina Rost, Silvia Siefert.Marion Tietz, Petra Uhlig, Christina Voss, Hannelore Zober.

### Laget vid OS 1980 i Moskva
Birgit Heinecke, Roswitha Krause, Waltraud Kretzschmar, Katrin Krüger, Kornelia Kunisch, Evelyn Matz, Kristina Richter, Christina Rost, Sabine Röther, Renate Rudolph, Marion Tietz, Petra Uhlig, Claudia Wunderlich, Hannelore Zober.

## DDR i Världsmästerskapen

### Mästare 1971
Hannelore Burosch, Edelgard Rothe, Petra Kahnt, Waltraud Kretzschmar, Barb Heinz, Bärbel Starke, Barbara Helbig, Bärbel Braun, Hannelore Zober, Maria Winkler, Renate Breuer, Adelheid Dobrunz, Kristina Hochmuth, Liane Michaelis, Brigitte Lück, Waltraud Mester

### Mästare 1975
Hannelore Burosch, Eva Paskuy, Hannelore Zober, Christine Gehlhoff, Silvia Siefert, Karin Jänicke, Roswitha Krause, Evelyn Matz, Kristina Richter, Marion Tietz, Petra Kahnt, Waltraud Kretzschmar, Beate Kühn, Christina Rost, Christina Lange, Ursula Putzier.

### Mästare 1978
Hannelore Zober, Hannelore Burosch, Renate Rudolph, Evelyn Matz, Roswitha Krause, Kristina Richter, Marion Tietz, Katrin Krüger, Christina Rost, Petra Uhlig, Waltraud Kretzschmar, Eva Langenberg, Claudia Wunderlich, Kornelia Elbe, Birgit Heinecke, Sabine Röther

### Bronsmedaljörer 1990
Andrea Stolletz, Manuela Kelm, Anett Kuhlke, Gabriele Palme, Kerstin Mühlner, Anja Krüger, Carola Ciszewski, Marika Ahrens, Josefine Grosse, Sabine Quednau, Kathrin Petzold, Karen Heinrich, Kerstin Nindel. Angela Werner, Katrin Mietzner

## Meriter
| - 1957 i Jugoslavien: Ej kvalificerade - 1962 i Rumänien: Ej kvalificerade - 1965 i Västtyskland: Ej kvalificerade - 1971 i Nederländerna: Guld - 1973 i Jugoslavien: 9:a - 1975 i Sovjetunionen: Guld - 1978 i Tjeckoslovakien: Guld - 1982 i Ungern: 4:a - 1986 i Nederländerna: 4:a - 1990 i Sydkorea: Brons | - 1976 i Montreal: Silver - 1980 i Moskva: Brons - 1984 i Los Angeles: Bojkott - 1988 i Seoul: Ej kvalificerade |

## Landslagsspelare med flest landskamper
| Nr | Spelare              | Spelade landskamper | Mål  |
| -- | -------------------- | ------------------- | ---- |
| 1  | Petra Uhlig          | 282                 | 487  |
| 2  | Evelyn Matz          | 270                 | 845  |
| 3  | Katrin Mietzner      | 260                 | 1095 |
| 4  | Sabine Bothe         | 236                 | 2    |
| 5  | Kristina Richter     | 234                 | 880  |
| 6  | Andrea Stolletz      | 227                 | 1    |
| 7  | Waltraud Kretzschmar | 217                 | 727  |
| 8  | Kerstin Mühlner      | 210                 | 426  |
| 9  | Kornelia Kunisch     | 200                 | 675  |
| 10 | Marion Tietz         | 188                 | 345  |
| 11 | Christina Rost       | 170                 | 161  |
| 12 | Marion Schulz        | 166                 | 299  |
| 13 | Hannelore Zober      | 168                 | 0    |
| 14 | Carola Ciszewski     | 149                 | 303  |
| 15 | Claudia Wunderlich   | 149                 | 233  |
| 16 | Roswitha Krause      | 148                 | 208  |